# Jason Hewitt
Jason Hewitt (* 28. August 1983 in Manchester) ist ein ehemaliger britischer Eishockeyspieler, der zehn Jahre lang bei den Sheffield Steelers in der Elite Ice Hockey League spielte.

## Karriere
Jason Hewitt begann seine Karriere als Eishockeyspieler bei den Altrincham südwestlich von Manchester. Dort spielte er sowohl für die Altrincham Aces als auch deren Juniorenteam, die Altrincham Tigers. 2003 wechselte zunächst zu den Telford Wildfoxes in die English Premier Ice Hockey League, wurde aber bereits kurz nach Saisonbeginn von den Manchester Phoenix aus seiner Geburtsstadt verpflichtet, für die er in der Elite Ice Hockey League, der höchsten britischen Spielklasse auf dem Eis stand. Zur folgenden Spielzeit wechselte er zum Ligakonkurrenten London Racers, wo er spielte, bis das Team Ende November 2005 wegen Sicherheitsmängeln im heimatlichen „Lee Valley Ice Center“ vom Spielbetrieb abgemeldet werden musste. Nachdem er um den Jahreswechsel 2005/06 kurzfristig für Basingstoke Bison gespielt hatte, wechselte Hewitt Anfang 2006 zu den Sheffield Steelers, denen er bis zu seinem Karriereende 2016 treu blieb. Mit den Steelers gewann er als Hauptrundensieger der Elite Ice Hockey League 2008, 2009, 2011, 2015 und 2016 die britische Meisterschaft. 2008, 2009 und 2014 konnte er mit dem Klub die Playoffs der EIHL für sich entscheiden. Zudem gelang 2006 der Sieg im Knock-Out-Cup.

### International
Für Großbritannien spielte Hewitt bei den Weltmeisterschaften der Division I 2009, 2010, 2011, 2012 und 2014. Zudem stand er für seine Farben bei den Qualifikationsturnieren für die Olympischen Winterspiele 2010 in Vancouver und 2014 in Sotschi auf dem Eis.

## Erfolge und Auszeichnungen
- 2006 Knock-Out-Cup-Sieger mit den Sheffield Steelers
- 2008 EIHL-Hauptrundensieger und britischer Meister sowie EIHL-Playoff-Sieger mit den Sheffield Steelers
- 2009 EIHL-Hauptrundensieger und britischer Meister sowie EIHL-Playoff-Sieger mit den Sheffield Steelers
- 2011 EIHL-Hauptrundensieger und britischer Meister mit den Sheffield Steelers
- 2014 Playoff-Sieger der EIHL mit den Sheffield Steelers
- 2015 EIHL-Hauptrundensieger und britischer Meister mit den Sheffield Steelers
- 2016 EIHL-Hauptrundensieger und britischer Meister mit den Sheffield Steelers

## EIHL-Statistik
(Stand: Ende der Saison 2015/16)